# One More Time (蠢朋克歌曲)
《One More Time》（英语直译：再来一次）是法国电子音乐二人组蠢朋克的一首歌曲，于2000年11月13日发行，作为该组合第二张录音室专辑的主打歌曲。这首歌于2001年1月开始在音乐电台播放。该歌曲为法国浩室音乐类型，由美国男歌手Romanthony进行自动调谐人声演唱，其中采样了埃迪·约翰斯1979年的歌曲《More Spell on You》（直译：对你施加更多咒语）。该音乐视频是2003年日本动画电影《星际5555：异星梦系统秘传》的一部分。《One More Time》在法国单曲榜上排名第一，在英國單曲排行榜上排名第二，在美国《公告牌》百强单曲榜上排名第61位。

## 作曲
蠢朋克将《One More Time》视为连接专辑《家庭作业》和的主线歌曲。这首歌于1998年初制作完成，一直“搁置”，直到2000年11月13日发行。该歌曲主唱为Romanthony。正如居伊-曼努埃尔·德奥梅姆-克里斯托所说，“我们认为他声音的趣味性与音乐的趣味性非常契合”。
这首歌被认为是法国浩室音乐流派代表使用音频滤波器的一个例子，其声音经过大量自动调音处理。 当被问及音乐效果时，托马斯·本高特说道：“很多人抱怨音乐家使用自动调音。这让我想起了20世纪70年代末法国的音乐家试图禁止合成器......但他们没有看到的是你可以以不同的方式使用这些乐器，而不仅仅是替换以前的乐器”。根据本高特的说法，Romanthony很喜欢他在歌曲片段中声音的变化。“他做了很多不同的事情，他总是尝试创新，这就是我们想要在唱片中做的事情。他从来不认为自己的声音是一种乐器”。 班高尔特进一步解释道：
|  | 我们现在不像以前那么在意评论家对我们音乐的评价了。我们喜欢这首歌，Romanthony也喜欢它，我们可以对他们对这首歌的评价感到失望，但我们仍然喜欢它。这只是音乐，只是娱乐，只要我们相信它，这才是重要的。这是我们想做的。我们喜欢以自己想要的方式使用乐器。批评声码器就像问20世纪60年代的乐队“你们为什么用电吉他？”它只是一个工具……没什么大不了的。创作就是互动。健康的事情是人们要么喜欢它，要么讨厌它。至少人们不是中立的。当你创作艺术时，最糟糕的事情是人们甚至不为它所感动。爱与恨之所以有趣，是因为它深刻而强烈。这是我们音乐的一个方面，人们可能对此敏感，而其他人可能不会。 |

专辑版本的歌曲包含一段两分钟的间断。本高特评论道：“间断太长了，甚至不能算是间断。这首歌本身就是间断。”

### 采样
《One More Time》融入了埃迪·约翰斯1979年的迪斯科歌曲《More Spell on You》，但《发现》的专辑注释说明中并未提及该歌曲的原创作者。约翰斯几十年来一直生活贫困，没有收到该样本的版税。蠢朋克的一位代表证实了该样本的使用，并继续向GM Musipro支付版税，GM Musipro（直译：GM 穆西普罗）是一家法国出版公司，自1995年以来一直拥有《More Spell on You》的版权。GM Musipro的一位代表表示，他们一直无法找到约翰斯，他们将在《洛杉矶时报》于 2021 年进行调查后跟进此事。音乐行业律师艾琳·M·雅各布森表示，版权所有者无法追踪的情况很常见。据该律师估计，仅根据流媒体数据，约翰斯可能被欠下的钱为“六到七位数的高额款项”。

## 发布
单曲包含八分钟版本的《One More Time》（音乐俱乐部混音），有专辑版本所没有的加长人声。混音专辑《Daft Club》收录了“不插电（纯人声）”版本。该混音专辑包含蠢朋克的《Aerodynamic》混音版，其中有《One More Time》的元素。单曲中《One More Time》（电台剪辑版本）后来被收录在精选合辑《Musique Vol. 1 1993–2005》中。蠢朋克在他们的2006年—2007年的巡演中表演了《One More Time》；2007年现场专辑《Alive 2007》中收录了该表演。

## 成绩表现
在蠢朋克的本土故乡法国和加拿大，《One More Time》都登上了全国单曲榜的榜首。在美国《One More Time》在 《公告牌》百强单曲榜排行榜上最高排名第61位（与蠢朋克之前的热门歌曲《Around the World》持平)；截至2013年6月，它在美国的数字唱片销量已达1,052,000张，成为蠢朋克的第一首百万销量单曲。《One More Time》在同一个国家的舞曲排行榜上最高排名第一。在欧洲百强单曲榜上，这首歌首次登上榜首，是少数几首排名第一的歌曲之一。
在英国，《One More Time》在英國單曲排行榜上最高排名第二，是蠢朋克在英国排名最高的单曲，直到2013年《幸运儿》登上榜首；这首歌还登上了舞曲榜的榜首。这首歌在澳大利亚也很受欢迎，首次亮相就排名第46位，最高排名第10位。因此，它成为蠢朋克在澳大利亚最成功的歌曲，直到2013年专辑《超时空记忆》中的首支单曲《幸运儿》在2013年登上澳大利亚唱片业协会音乐榜首。

## 反响
《One More Time》在《Pitchfork》的21世纪00年代500首最佳歌曲中排名第五，该杂志写道，它“将25年的流行音乐和 
浩室音乐浓缩为五分半钟的初次喜悦”。《滚石》杂志将其列为十年（2000年—2009年）百大歌曲中的第33位，并在2010年5月修订的《史上最伟大的500首歌曲》榜单中排名第307位。它被《Mixmag》读者评选为史上最伟大的舞曲唱片。此外，《One More Time》在《村声》的pazz & Jop年度年终评论家投票中排名第11位。2021年《公告牌》将这首歌列为蠢朋克二十首最伟大歌曲榜单中的第一名。2024年，《卫报》将其评为最佳法国浩室赛道。2025年，《公告牌》将《One More Time》评为有史以来第三佳舞曲。

## 音乐视频
音乐视频中的场景为《星际5555：异星梦系统秘传》的一部分，这是一部2003年的日本动画电影，是蠢朋克2001年专辑音乐可视化的体现。视频中，一支由蓝色皮肤外星人组成的流行乐队在他们的家乡星球上为人群演唱这首歌，同时一股神秘力量（地球人类）正在接近它。与该故事片的其他部分一样，它由竹之内和久执导，松本零士负责动画视觉监督。

## 曲目列表
| CD-Maxi (Virgin 8972112) | CD-Maxi (Virgin 8972112)                          | CD-Maxi (Virgin 8972112) |
| 曲序                     | 曲目                                              | 时长                     |
| ------------------------ | ------------------------------------------------- | ------------------------ |
| 1.                       | One More Time（电台简短剪辑（short radio edit）） | 3:56                     |
| 2.                       | One More Time（电台剪辑（radio edit*））          | 5:20                     |
| 3.                       | One More Time（音乐俱乐部混音（club mix））       | 8:01                     |
| 总时长：                 | 总时长：                                          | 17:17                    |

*注释: 电台广播编辑版本的长度与专辑版本相同，但以淡出结尾。

## 排行榜
| 年份 (2000年–2001年)                 | 最高 排名 |
| ------------------------------------ | --------- |
| 澳大利亚（澳大利亚唱片业协会單曲榜） | 10        |
| 澳大利亚（澳大利亚唱片业协会舞曲榜） | 2         |
| 奥地利（Ö3四十强单曲榜）             | 7         |
| 比利时佛兰德（Ultratop五十强单曲榜） | 6         |
| 比利时瓦隆（Ultratop五十强单曲榜）   | 7         |
| 比利时佛兰德（Ultratop舞曲榜）       | 1         |
| 加拿大 (Nielsen SoundScan)           | 1         |
| 加拿大当代流行电台 (尼尔森BDS)       | 8         |
| 丹麥（Hitlisten单曲榜）              | 11        |
| 欧洲 (百强单曲榜)                    | 1         |
| 芬兰（芬蘭官方單曲榜）               | 8         |
| 法国（法國唱片出版業公會單曲榜）     | 1         |
| 德国（德國官方單曲榜）               | 7         |
| 希腊 (国际唱片业协会希腊分会)        | 4         |
| 愛爾蘭（愛爾蘭唱片音樂協會单曲榜）   | 9         |
| 爱尔兰舞曲 (愛爾蘭唱片音樂協會)      | 1         |
| 意大利（意大利音乐产业联盟单曲榜）   | 5         |
| 荷兰（荷蘭四十強單曲榜）             | 11        |
| 荷兰（百强单曲榜）                   | 14        |
| 新西兰（新西兰唱片音乐协会单曲榜）   | 10        |
| 波兰 (《音乐与媒体》)                | 6         |
| 葡萄牙 (葡萄牙唱片業協會)            | 1         |
| 蘇格蘭（官方榜单公司單曲榜）         | 2         |
| 西班牙（西班牙音樂製作協會）         | 3         |
| 瑞典（瑞典最熱榜）                   | 26        |
| 瑞士（瑞士热门音乐榜）               | 6         |
| 英國（官方榜单公司單曲榜）           | 2         |
| 英國（官方榜单公司舞曲榜）           | 1         |
| 美国（《告示牌》百大單曲榜）         | 61        |
| 美國（《告示牌》Dance Club Songs）   | 1         |
| 美国（《公告牌》舞曲单曲销量榜）     | 2         |
| 美國（《告示牌》Pop Airplay）        | 33        |
| 美國（《告示牌》Rhythmic Songs）     | 27        |

| 年份 (2013年)         | 最高 排名 |
| --------------------- | --------- |
| 日本（Japan Hot 100） | 49        |

| 年份 (2021年)                                | 最高 排名 |
| -------------------------------------------- | --------- |
| 全球（Billboard Global 200）                 | 164       |
| 美國（《告示牌》Hot Dance/Electronic Songs） | 9         |

| 年份 (2000年)    | 排名 |
| ---------------- | ---- |
| France (SNEP)    | 42   |
| Ireland (IRMA)   | 99   |
| UK Singles (OCC) | 100  |

| 年份 (2001)                       | 排名 |
| --------------------------------- | ---- |
| Australia (ARIA)                  | 60   |
| Australian Dance (ARIA)           | 3    |
| Austria (Ö3 Austria Top 40)       | 45   |
| Belgium (Ultratop 50 Wallonia)    | 39   |
| Canada (Nielsen SoundScan)        | 6    |
| Canada Radio (Nielsen BDS)        | 74   |
| Europe (Eurochart Hot 100)        | 20   |
| France (SNEP)                     | 67   |
| Germany (Official German Charts)  | 30   |
| Netherlands (Dutch Top 40)        | 74   |
| Netherlands (Single Top 100)      | 99   |
| Switzerland (Schweizer Hitparade) | 35   |
| US Dance Club Play (Billboard)    | 2    |
| US Maxi-Singles Sales (Billboard) | 6    |
| US Rhythmic Top 40 (Billboard)    | 89   |

| 年份 (2021年)                             | 排名 |
| ----------------------------------------- | ---- |
| US Hot Dance/Electronic Songs (Billboard) | 82   |

## 销量认证
| 地區                                                       | 认证    | 认证单位/销量 |
| ---------------------------------------------------------- | ------- | ------------- |
| 澳大利亚（澳大利亚唱片业协会）                             | 金      | 35,000^       |
| 比利时（比利時唱片音樂協會）                               | 金      | 25,000*       |
| 丹麦（國際唱片業協會丹麥分會）                             | 金      | 4,000^        |
| 法国（法國唱片出版業公會）                                 | 金      | 250,000*      |
| 德国（聯邦音樂產業協會）                                   | 金      | 250,000^      |
| 意大利（意大利音乐产业联盟） 自从2009年销量                | 白金    | 100,000‡      |
| 波兰（波蘭音像製造商協會）                                 | 金      | 25,000‡       |
| 葡萄牙（葡萄牙唱片業協會）                                 | 金      | 20,000‡       |
| 西班牙（西班牙音樂製作協會）                               | 白金    | 60,000‡       |
| 瑞士（國際唱片業協會瑞士分会）                             | 金      | 25,000^       |
| 英国（英国唱片业协会）                                     | 2× 白金 | 1,200,000‡    |
| *僅含認證的實際銷量 ^僅含認證的出貨量 ‡僅含認證的+實際銷量 |         |               |

## 发布历史
| 地区 | 日期           | 形式                                                     | 唱片公司 | 参考   |
| ---- | -------------- | -------------------------------------------------------- | -------- | ------ |
| 欧洲 | 2000年11月13日 | 单曲                                                     | 维京唱片 | [ 5 ]  |
| 美国 | 2000年12月     | 单曲                                                     | 维京唱片 | [ 90 ] |
| 美国 | 2001年1月      | Top 40 （ 英语 ： Top 40） 现代摇滚 当代节奏电台 （ 英语 ： Rhythmic contemporary） | 维京唱片 | [ 90 ] |